# Théorème de Mertens
Un autre théorème de Mertens, en analyse, porte sur le produit de Cauchy de deux séries.
En théorie des nombres, trois théorèmes de Mertens, démontrés en 1874 par Franz Mertens, sont reliés à la densité des nombres premiers.
Dans ce qui suit, par convention, une indexation par p ≤ n ne porte que sur les nombres premiers p inférieurs à n.

## Premier théorème
{\displaystyle \forall n\geq 1,~\left|\sum _{p\leq n}{\frac {\ln p}{p}}-\ln n\right|<2.}
La démonstration utilise la formule de Legendre sur les valuations p-adiques de {\displaystyle n!}.

## Deuxième théorème
{\displaystyle \lim _{n\to \infty }\left(\sum _{p\leq n}{\frac {1}{p}}-\ln \ln n-M\right)=0,}
où {\displaystyle M} est la  constante de Meissel-Mertens. 
Plus exactement, Mertens montre que l'expression sous la limite n'excède pas en valeur absolue
{\displaystyle {\frac {4}{\ln(n+1)}}+{\frac {2}{n\ln n}}\ \ (n\geq 2).}

### Importance historique
Ce théorème est le résultat principal de l'article de Mertens, qui se réfère au comportement asymptotique de la somme des inverses des nombres premiers jusqu'à une limite donnée (il utilise la lettre G, sans doute pour « Grösse », on préfère x de nos jours) comme à une « formule curieuse de Legendre ». Mertens rappelle que ladite formule se trouve dans la troisième édition de la Théorie des nombres de Legendre (1830 ; en fait elle se trouve déjà dans la seconde édition de 1808), et qu'une version précise a été démontrée par Tchebychev en 1851. On peut noter qu'Euler, en 1737 déjà, avait découvert le comportement asymptotique de cette somme (voir l'article « Série des inverses des nombres premiers »). Mertens annonce diplomatiquement une preuve plus précise et rigoureuse. Mais en réalité, aucune des preuves précédentes n'est valable selon des critères modernes : celle d'Euler parce qu'elle fait appel à des quantités infinies (l'infini, le logarithme de l'infini, et le logarithme du logarithme de l'infini) ; celle de Legendre qui est un argument heuristique ; et finalement celle de Tchebychev, tout à fait rigoureuse mais qui fait appel à la conjecture de Legendre-Gauss, qui ne sera démontrée qu'en 1896 et sera baptisée ensuite le théorème des nombres premiers. 
La preuve de Mertens ne fait usage d'aucune hypothèse non démontrée, et s'obtient par des arguments élémentaires d'analyse réelle. Elle précède de 22 ans la première démonstration du théorème des nombres premiers qui, elle, fera un usage essentiel du comportement de la fonction zêta de Riemann dans le plan complexe. En cela, elle est tout à fait remarquable : l'argument simple de Mertens livre en effet une estimation dont on sait maintenant qu'elle est « presque » équivalente au théorème des nombres premiers, dans le sens suivant. Avec une notation moderne, le théorème de Mertens s'écrit
{\displaystyle \sum _{p\leq x}{\frac {1}{p}}=\ln \ln x+M+O(1/\ln x)}
et le théorème des nombres premiers (sous sa forme la plus simple, sans évaluation du reste) est équivalent à
{\displaystyle \sum _{p\leq x}{\frac {1}{p}}=\ln \ln x+M+o(1/\ln x).}

## Troisième théorème
{\displaystyle \prod _{p\leq n}\left(1-{\frac {1}{p}}\right)={\frac {e^{-\gamma }}{\ln n}}\left(1+O\left({\frac {1}{\ln n}}\right)\right)\ \ (n\geq 2),}
où {\displaystyle \gamma } est la constante d'Euler-Mascheroni.